# Скомороський провулок
Скоморо́ський провулок —  зниклий провулок, що існував у Радянському районі (ніні — Шевченківський) міста Києва, місцевості Арештантські городи, Євбаз. Пролягав від бульвару Тараса Шевченка (тепер цей квартал віднесений до проспекту Берестейського) до тупика поблизу р. Либідь. 
Перетинав Жилянську вулицю.

## Історія
Провулок виник 1908 року під назвою Дя́ківський. Назву Скоморо́ський (від р. Скоморох, притоки р. Либідь, що протікає неподалік) провулок отримав у 1920-ті роки (назву підтверджено 1944 року). 
Офіційно ліквідований 1977 року у зв'язку з частковою зміною забудови та переплануванням місцевості.
Однак було ліквідовано і забудовано фактично лише початкову частину провулку, частина ж між Жилянською вулицею та річкою Либідь продовжує існувати й дотепер у вигляді проїзду (ця частина опинилася на території заводу «Транссигнал», а тому перетворилася на внутрішньозаводський проїзд, зберігши разом із тим частину забудови). Початковий відрізок існує як пішохідний прохід між будинками, лінія колишньої вулиці простежується.

## Будівлі, що мають архітектурну цінність

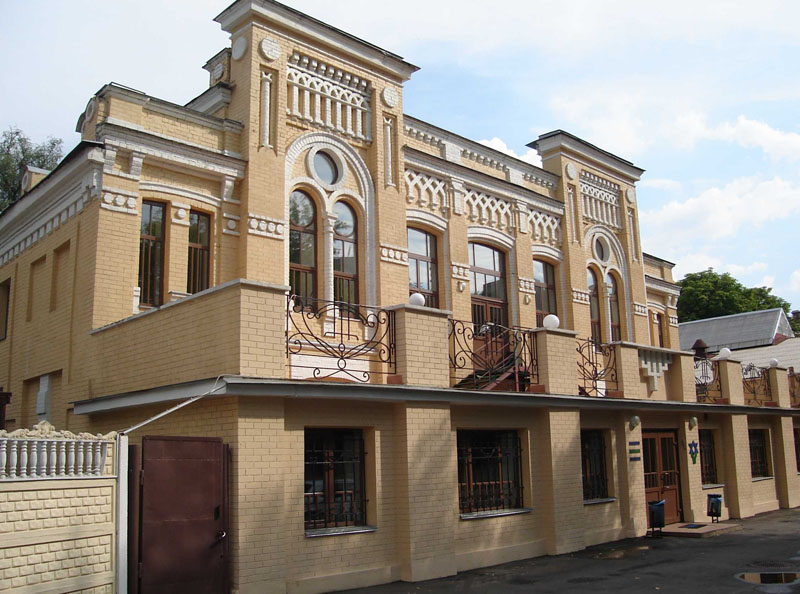
Галицька синагога

По лінії колишнього провулку на території заводу «Транссигнал» збереглася Галицька синагога (зведена у 1908–1910 роках, з 1920-х років перетворена на робітничу їдальню, після 2002 року повернута юдейській громаді і є діючою синагогою (колишня адреса — Скомороський провулок, 7).
Сусідньою із синагогою є будівля старої київської митниці, збудована у 1911–1914 роках. Колишня адреса — Скомороський провулок, 9.
Також адресу Скомороського провулку мала будівля Бульварної (Жовтневої) насосної станції Київського водопроводу, споруджена 1904 року, що збереглася і працює донині.